# Cathédrale Notre-Dame-du-Bon-Secours de Motherwell
La cathédrale Notre-Dame-du-Bon-Secours, ou plus communément cathédrale de Motherwell, est le siège de l'évêché de Motherwell en Écosse.
Elle a été consacrée le 9 décembre 1900. Elle a été élevée au rang de cathédrale en 1948 à la suite de la création du diocèse.
La cathédrale a été entièrement rénovée en 1984 pour répondre aux besoins de la liturgie catholique moderne.

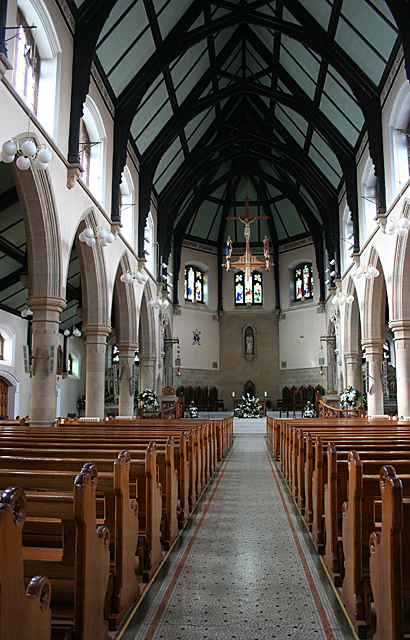
L'intérieur de la cathédrale.

## Source
- (en) Cet article est partiellement ou en totalité issu de l’article de Wikipédia en anglais intitulé « Motherwell Cathedral » (voir la liste des auteurs).

### Article lié
- Liste des cathédrales de Grande-Bretagne